# Bidos
Bidos település Franciaországban, Pyrénées-Atlantiques megyében. Lakosainak száma 1109 fő (2022. január 1.). Bidos Agnos, Gurmençon és Oloron-Sainte-Marie községekkel határos.

## Népesség
A település népességének változása:
| Lakosok száma | 1213 | 1168 | 1175 | 1133 | 1121 | 1109 | 1109 | 1109 | 1109 |
|               | 2013 | 2015 | 2016 | 2017 | 2018 | 2019 | 2020 | 2021 | 2022 |